# هذیان مذهبی
هذیان مذهبی (به انگلیسی: Religious delusion) عبارت است داشتن افکار و اندیشه‌های نادرستی که به رغم وجود شواهد حاکی از نادرست بودنشان، فرد آنها را باور داشته و به درست بودن آنها اصرار می‌ورزد.
فروید در کتاب موسی و یکتاپرستی می‌نویسد اعتقاد به وجود خدای واحد یک هذیان است.
بی اف اسکینر بر این باور بود که مذهب یک روش برای کنترل رفتار است
یکی از نواقص کنترل رفتار در مذهب این است که هرچه فرد بیشتر مذهبی باشد ارتباط با واقعیت را از دست می‌دهد در بعضی شرایط فرد به طور کلی ارتباط با واقعیت را فراموش می‌کند و دچار هذیان مذهبی می‌شود گاهی در این نوع هذیان فرد به باورهایی می‌رسد که هیچگونه مصدر عقلانی ندارد برای نمونه می‌گوید خدا با او صحبت می‌کند یا از طرف نیرو مقدس هدایت می‌شود یا با موجودات کتب مقدس در ارتباط است.